# Kavallerietelegraphenschule
Die Kavallerietelegraphenschule war eine Lehranstalt zur Ausbildung von Offizieren und Unteroffizieren der Kavallerie im Telegraphendienst.
Kavallerietelegraphenschulen gab es:
- im Heer von Österreich (dort seit 1888 als selbständige Einrichtung in Tulln)
- im deutschen Heer vereinigt mit den Telegraphentruppen (in Berlin und München)

Die Schüler wurden in der Benutzung des Kavallerietelegraphen, in Berlin aber auch in der Handhabung aller im Feld benutzten Telegraphen, ausgebildet.